# デジタルエンタテインメントアカデミー
デジタルエンタテインメントアカデミーは、かつて存在したコンピュータゲーム専門の養成学校。いわゆる無認可校で、学校法人ではなく、社団法人という形をとっていた。所在地は東京都新宿区。略称はDEA（校内部では「ディーイーエー」と称していたが、OBや一部の採用先企業など関係者からは「デア」と呼称されていることが多い）。
諸々の事情により、2009年3月31日にて閉校した。

## 概要
エニックス（現、スクウェア・エニックス）の関連会社「エニックスゲームスクール」として1991年に本格的なゲーム・スクールとしてスタートした。別名ゲーム業界就職予備校ともいわれていた。
入学資格は高卒者。入学者の最終学歴は、高卒54.1%、他専門学校および高専取得者および中退者が6.9%、残るは高認、または短大、大学、大学院の卒業者および中退者が39%(2006年)。いったん就職し、自分で学費を用意したケースも少なくはなく、生徒平均年齢は約20歳であった。
学校法人ではないため、専門士の資格は得られず、電車の学割定期は買えなかった。留学生ビザも発行できないため、在留資格のない外国籍の者は学生ビザを発行する教育機関とのダブルスクールが必要であった。OS、プログラミング言語、ツールなどのソフトウェアのアカデミックパック購入についても、理論上は購入できないはずだが、現実には学生証を呈示すればほぼ購入可能であった。画材についても事務局で配布されるカードを呈示すれば新宿の世界堂で割安購入できた。
2006年時点は21社のゲーム、コンピュータ関連会社を株主に持ち、大手ゲームメーカーや IT（情報技術）企業、モバイルコンテンツ企業などのエンタテインメント企業への人材育成を目的とした教育施設として運営されていた。

## 授業内容
2年制の学科コースは、主にゲーム作成に必要なコンピュータプログラミングについて学ぶ「プログラムエキスパートコース」と、コンピュータグラフィックスについて学ぶ「グラフィックデザインコース」があった。また、コンシューマ機の開発機材を使って開発を行う「マスターコース」も存在したが、1年および2年終了時に実力を認められた上編入試験に受かる必要があった。後に新設された短縮コース(8月入学。定員40名)は20ヶ月で終了。
2003年ごろからは出資企業からの要望もあり、「プログラムエキスパートコース」内にネットワーク専攻と携帯電話モバイル専攻も新設された。
専攻によっては、内部試験に受かる必要があった。各種ゼミも、入ゼミ試験が課される場合があった。また、2年次に学ぶ内容の中には、1年次に特定のゼミが履修必須なケースもあるとされていた。
1年次1学期は、全コース共通授業となり、1学期終了後にもコースの変更は可能であった。しかしゼミの選択の影響で、コースの変更は多大な負担とリスクを伴うことになった。1年次8月からスタートする8月生制度もあるが、プログラムエキスパートコースのみで、なおかつ高卒後なんらかの進学をした者（中退でもよい）に限られた。
授業時間数およびその密度は他の同類校と比べ極めて高かった。 授業は9時半から始まり18時20分の間に行われていた。授業外の自習も必須で、アルバイトとの両立のは時間的にも体力的にも厳しい。バイトをしている者向けに1日の授業数が少ない3年制コースも授けられていたが、2008年頃に廃止された。
毎年1月に行われる3日間の「制作発表会」も、DEA独特であった。通常こうした会は新入生獲得のために行われるが、DEAでは最初の2日をビジネスディに定め、一般人は閲覧不可能であった。会には出資企業だけでなく、東京を中心としたゲームメーカー、システム開発企業などから100社以上（2005年実績121社）が来校した。いわば集団面接の場でもあり、生徒の大半は2年目の1月のこの会以降に就職が決まる事が多かった。また、生徒だけでなく展示作品が商品として購入される機会でもあった。
学校側からの出席日数不足、成績による留年、退学勧告は多かった。また留年は2度までで、各学年を3度繰り返すことはできなかった。晩年の風評では、入学者のうち3割は最初からやる気がない。2割はその3割に引きずられる。1割はまじめに出席するが能力不足。そして残る4割が卒業と就職を果たすと言われていた。その4割中の9割がゲーム業界に、1割はビジネス系など他の業界へ就職していた。しかし、能力が追いつかない1割も、厳密にはまったく就職できないわけではなく、DEAの公称98.5%(2006年)の就職率を否定はできない。2年次に就職が決定し、就職先での研修に入れば、その時点で以降の課題や出席は免除され卒業は可能であったが、それ以前に溜めた課題提出がこなせないと、就職はしたものの卒業できなくなる者も稀にいた。就職よりDEAを卒業する方が難しいという一説には、こうした事情があった。
DEAでは高校新卒者が大卒者と肩を並べることもあった。たとえグラフィック志望であっても、高卒程度の学問（数学と物理）を押さえておくのは勿論、当初からプログラム、グラフィックに関わる基礎知識、技術を持っておいたほうが有利とされていた。とはいえ1年1学期の授業はごく基礎からはじまっていた。数学の補習用のゼミなどが用意され、当人のやる気次第で克服可能であった。ただし1年の2学期に入ると授業速度が大きく上がるため、1学期に油断してしまった生徒は落ちこぼれる恐れがあった。8月生の初月の授業は、進度・密度ともに大変厳しいと言われていた。

## 沿革
- 1991年 10月	株式会社エニックスによりエニックスゲームスクールとして設立。（豊島区北大塚）。
- 1996年 5月 	校名をデジタルエンタテインメントアカデミーに変更。株式会社アトラス、株式会社カプコン、株式会社コーエー、コナミ株式会社、株式会社コンパイル、株式会社スクウェア、株式会社タイトー、株式会社ハドソン、株式会社バンプレスト、株式会社マイクロキャビン　計10社が出資。
- 1997年 3月 	校舎を新宿区北新宿へ移転。
- 1997年 5月 	新たに株式会社アスキー、株式会社セガ、株式会社ソニー・コンピュータエンタテインメント、株式会社ナムコ、任天堂株式会社、株式会社メディアワークスの計6社が出資。
- 1998年 6月 	株式会社ティーアンドイーソフト（現：株式会社ディーワンダーランド）、テクモ株式会社、マイクロソフト株式会社の3社が出資。出資企業が計20社になる。
- 1999年 8月 	株式会社バンダイが出資。コナミ株式会社が出資企業から外れる。
- 2000年 11月 	韓国KCTメディア、スンシル大学大学院と提携。
- 2001年 5月 	ネットワーク系企業である、株式会社ACCESS、ニフティ株式会社、株式会社鷹山（現：株式会社YOXAN）の3社が出資。出資企業は計23社となる。
- 2002年 4月 	ネットワーク専攻課程を新設。プログラムエキスパートコースにネットワーク専攻課程を新設。
- 2003年 3月 	教育環境の充実を図り、校舎を新宿区大久保へ移転。
- 2003年 4月 	株式会社エニックスと株式会社スクウェアが合併し、株式会社スクウェア・エニックスとなり、出資企業が計21社となる。新たに株式会社フロム・ソフトウェアが出資するが、株式会社アスキーが出資企業から外れる。
- 2003年 5月 	新たに株式会社トミーが出資するが、株式会社コンパイルが出資企業から外れる。
- 2004年 2月 	新たにサミー株式会社が出資するが、株式会社ハドソンが出資企業から外れる。
- 2004年 8月 	8月入学コース新設。高卒後に大学・短大・専門学校を中退・卒業（あるいは在籍中）の者を対象とした新コースを開設。
- 2004年 12月 	中国・清華大学の継続教育学院と株式会社スクウェア・エニックスとの人材育成分野での提携に基づき、DEAが基本技術教育を担当。
- 2006年 3月 	株式会社バンダイと株式会社ナムコのゲームコンテンツ事業がひとつになり、株式会社バンダイナムコゲームスとなったため出資企業が21社となる。
- 2007年 10月 	翌年度の生徒募集停止を発表。同時に2007年度以降の生徒が卒業次第閉校することを公式サイトにて発表。
- 2009年 3月 	閉校

## 受賞歴
大手コンピューターゲーム関連企業の大部分がメンバーである社団法人コンピュータエンターテインメント協会(CESA)のCESAアマチュアゲーム大賞 の受賞歴は以下の通り。
- 2000年 3月 	第2回CESAアマチュアゲーム大賞で優秀賞受賞。第2回CESAアマチュアゲーム大賞で3作品がノミネート。うち、プレイステーション開発実機による作品が優秀賞受賞。
- 2001年 3月 	第3回CESAアマチュアゲーム大賞で上位独占。ノミネート10作品中DEA学生作品が5作品を占める快挙を達成。大賞1作品、優秀賞1作品、審査員特別賞2作品受賞と、5つの賞のうち4つまでをDEAの学生が受賞した。
- 2002年 9月 	第4回CESAアマチュアゲーム大賞でモバイル賞受賞。ノミネート10作品中3作品がDEA学生作品。うち1作品がモバイル賞受賞。
- 2003年 9月 	第5回CESAアマチュアゲーム大賞で3部門受賞。ノミネート10作品中3作品がDEA学生作品。大賞、携帯部門優秀賞、技術賞をそれぞれ受賞。
- 2004年 9月 	第6回CESAスチューデントゲーム大賞で4部門受賞。ノミネート10作品中、半数の5作品がDEA学生作品。うち、4作品が大賞、携帯部門最優秀賞、優秀賞、携帯部門優秀賞の上位４賞受賞。大賞は2年連続、携帯部門はDEAが独占。
- 2005年 9月 	第7回CESAスチューデントゲーム大賞で2部門受賞。ノミネート10作品中、4作品がDEA学生作品。うち、2作品が携帯電話部門優秀賞、審査員特別賞を受賞。
- 2006年 9月 	第8回CESAスチューデントゲーム大賞で2部門受賞。ノミネート10作品中、3作品がDEA学生作品。うち、2作品が大賞、審査員特別賞を受賞。